# アリ・アル・バドワウィ
アリ・ハマド・マダド・サイーフ・アル・バドワウィ（アラビア語: علي حمد معضد سيف البدواوي, 英: Ali Hamad Madhad Saif Al Badwawi, 1972年12月22日 - ）はアラブ首長国連邦出身のサッカー審判員である。

## 概要
2003年にUAEリーグにてサッカー審判員のキャリアを開始し、2005年にFIFAのライセンスを取得し国際審判員として活動している。母語であるアラビア語の他に、第二言語として英語を使用できる。身長は167cm。副業は警察官、趣味は乗馬。
AFCアジアカップ2007とAFCアジアカップ2011で主審を務め、2007年大会ではサッカー日本代表が出場した3位決定戦で主審を務めている。
2012年に発表された2014 FIFAワールドカップ主審の予備リストにも名前を連ねている。
2011年には、IFFHSが選ぶ4半世紀の審判リストにおいて、第125位に選ばれた。

## 担当した主な国際大会

### AFCアジアカップ2007
AFCアジアカップ2007では3試合を担当した。
- グループD:  サウジアラビア vs  インドネシア
- 準々決勝:  イラン vs  韓国
- 3位決定戦： 韓国 vs  日本

### AFCアジアカップ2011
AFCアジアカップ2011では3試合を担当した。
- グループB:  サウジアラビア vs  ヨルダン
- グループC:  インド vs  オーストラリア
- 準決勝:  ウズベキスタン vs  オーストラリア

### FIFAワールドカップ・アジア予選
- 2010 FIFAワールドカップ・アジア予選
  - 1次予選： ウズベキスタン vs  チャイニーズタイペイ
  - 3次予選：グループ1  イラク vs  カタール、グループ2  タイ vs  日本、グループ4  シンガポール vs  ウズベキスタン
  - 4次予選：グループA 日本 vs  ウズベキスタン、グループA  オーストラリア vs  ウズベキスタン
- 2014 FIFAワールドカップ・アジア予選
  - 2次予選： カタール vs  ベトナム
  - 3次予選：グループA  ヨルダン vs  イラク、グループC  日本 vs  朝鮮民主主義人民共和国
  - 4次予選：グループA カタール vs  韓国、 イラン vs  ウズベキスタン